# Plaza de toros de Pedro Bernardo
La plaza de toros de Pedro Bernardo (Ávila, España) es una plaza de tercera categoría ubicada en el centro de la misma localidad. Aunque se dispone de referencias históricas que atestiguan la celebración de corridas de toros y otros espectáculos desde al menos el siglo XVII, la construcción actual data del año 1993.

## Descripción
La plaza cuenta con tres accesos al coso: el acceso norte, un pasadizo aportalado que atraviesa el edificio de las antiguas escuelas y que hace las veces de puerta grande y entrada principal al coso, que recibe el nombre de "El Portón"; el acceso de poniente, al que se accede desde la ermita de Santa Ana, y la puerta de corrales, al sur. Desde el costado noreste se accede por dos puertas al "tablao" o anfiteatro, donde se ubican la mayoría de las localidades. La actual plaza tiene un aforo de 2000 localidades, según la licencia oficial.

## Historia
En el libro de Becerro de la Parroquia de Pedro Bernardo, escrito por Juan González Robles Villanueva a mediados del siglo XVIII, se habla de la costumbre de correr toros en las fiestas del Santo Señor San Roque, tradición que se ha mantenido hasta la actualidad. En él relata, que cuando se construyó la Plaza Nueva (hoy Plaza de los Toros) en el año 1697, se hizo entre otros con el propósito de "correr los toros". Se mataron seis toros en la inauguración el 16 de agosto de 1697. 
Seguramente con anterioridad a ésta referencia se corrían toros en las fiestas señaladas o con motivo de otras celebraciones, aunque no se ha podido corroborar. Hasta 1993, año de construcción de la plaza actual, tan solo existía el hueco de la plaza de toros, una explanada en el centro del pueblo, junto con los corrales, ubicados en la parte trasera (misma ubicación actual). Este espacio abierto entre el apretado caserío, con suelo de tierra, se adecentaba en las fiestas para la celebración de corridas, construyéndose al efecto una estructura temporal de madera a base de rollos de castaño, vigas, tablones y travesaños numerados. A principios de la década de los años 90 del siglo XX, se decide construir una plaza de toros permanente, dotada de enfermería, toriles, patio de caballos y tribuna. La Plaza de Toros, es parte integrante del conjunto Histórico Artístico de Pedro Bernardo.

## Otros usos
Durante todo el año, la plaza de toros se utiliza como aparcamiento público. En ella se celebra también el mercado semanal, siendo punto re reunión de comerciantes ambulantes. Es utilizada para distintos eventos según la época; así, se utiliza en la madrugada del 1 de enero para la celebración de la Hoguera de Quintos, el 20 de enero como punto de partida del pasacalles del Vítor de San Sebastián. En febrero se utiliza como escenario de la fiesta de Carnaval, a principios de agosto se disputan torneos deportivos, a mediados, coincidiendo con la festividad de San Roque, patrón de la Villa, se emplea (además de como Plaza de Toros durante la tarde) como punto de reunión para los jinetes del Encuentro del Toro. En la mañana del 16 de agosto se celebra la exhibición de trajes típicos, y a finales de las fiestas tiene lugar en ella una comida popular con patatas al caldero para todo el pueblo. En septiembre, se retoman los festejos taurinos, encuentro del toro y pote de patatas con motivo de las fiestas del Santísimo Cristo de la Vera Cruz. En la arena de la Plaza se celebran los típicos rondones, o bailes populares que tienen lugar en las noches durante las fiestas estivales. 
Se ha utilizado ocasionalmente para representaciones teatrales, belenes vivientes, proyecciones de cine, mítines políticos, rodeos americanos y todo tipo de espectáculos.

## Curiosidades
- La plaza de toros de Pedro Bernardo tiene una inusual forma de media luna imperfecta, estando cerrada en su lado norte y poniente por las fachadas de tres casas y el edificio de las antiguas escuelas y el resto de por un anfiteatro porticado que recibe el nombre de "tablao". En los bajos del anfiteatro, tras los burladeros, se sitúan unas jaulas de travesaños de madera donde se ubican las localidades más baratas, siendo los asientos del aforo un entramado de tablones corridos, que se colocan solo en la temporada taurina.

- En los años 1960, se rodaron escenas de la plaza albergando un festejo taurino, en el cortometraje "La Sangre", del cineasta José Luis Dibildos, que obtuvo con este filme el Premio Espiga de Oro de Valladolid.

- En los 1970, se rodó en Pedro Bernardo la serie de televisión "La Casa de los Martínez", y posteriormente la película del mismo nombre, en las que se tomaron algunas escenas en la Plaza de Toros de Pedro Bernardo.

- En los años 1980, un toro entró en una de las casas que sirven de cierre a la plaza, accediendo a la planta superior por las escaleras de la vivienda.

- Los vecinos de las viviendas a las que se accede por la plaza no pueden entrar ni salir de sus casas mientras se esté celebrando la corrida.  Desde los balcones de las casas, los vecinos pueden contemplar los espectáculos taurinos sin coste, sin embargo, el ayuntamiento (titular de la plaza) estableció una limitación en los años 90, haciendo necesaria la entrega de "pases especiales" a los amigos y familiares que quisieran ver la corrida desde el balcón de las casas de la plaza.

En el mismo ruedo existe un bar abierto todo el año, que se ve obligado a cerrar sus puertas solo mientras el toro está vivo en la arena. Nada más dar muerte al toro, se abren las puertas para que el público pueda ir a por bebidas. Al toque de los clarines, las puertas del bar se vuelven a cerrar. En cierta ocasión , al no haberse cerrado bien la puerta, un novillo se coló dentro del bar con el consiguiente susto del respetable que tuvo que saltar tras la barra, subirse a las mesas o saltar por la ventana. 
- La tragedia de Atsuhiro Shimoyama. El día de San Roque, 16 de agosto de 1995, el recién debutado Atsuhiro Shimoyama, el primer torero japonés, y apoyado "El niño del Sol Naciente" sufrió una grave cogida en la Plaza de Pedro Bernardo, por el novillo "Vegonzoso", que le provocaría una grave parálisis apartándolo del toreo. La historia de Atsuhiro está tristemente ligada a esta plaza: abandonó Japón con su novia, una japonesa bailaora de flamenco, después de ver la película Sangre y Arena (versión de Sharon Stone). Tenía entonces 23 años. Aprendió en la Escuela de Tauromaquia de Alcalá de Guadaíra, donde se instaló y tomó la alternativa en 1995. Lo apoderó un torero norteamericano, John Fulton "El Yankee". La noticia de su cogida en España cuando apenas "el Niño del Sol Naciente" empezaba a brillar recorrió todos los informativos nacionales e internacionales.

- El despeje de plaza se realiza siempre por un jinete del pueblo, que tras una breve exhibición, pide las llaves de los toriles al alcalde, que las lanza a su sombrero desde la tribuna de autoridades.

- Son tradicionales las "Corridas de los Mozos", en las que los toreros no son sino dos cuadrillas, una de "mozos" y otra de "casados", compuestas por hombres de la Villa, que torean, banderillean y dan muerte al toro. Al terminar la faena pasan un capote por el ruedo sobre el que el público lanza dinero y ramos de albahaca y flores para las cuadrillas.